# Liporta
Liporta (localmente Liporto) è un rione di Nocera Inferiore, fa parte dei quartieri Cicalesi - Merichi e Metropolitano.

## Geografia
Il villaggio di Liporta è la congiunzione tra l'area rurale e il centro abitato della città di Nocera Inferiore, infatti parte dalla zona di San Matteo fino a toccare il villaggio di Merichi, oltre a congiungersi col Borgo.
Comprende parte dell'area di via Napoli. È toccato da un tratto dell'Alveo comune nocerino.

## Storia
Liporta era un villaggio posto nell'imminente area rurale di Merichi, nell'Università di San Matteo. Nell'area dell'attuale Piazza Trieste e Trento, sorgeva la Chiesa di Santa Maria delle Pastine, oggi scomparsa. Il villaggio inoltre era posto nelle imminenze della Porta di San Biagio, uno degli accessi principali al nuovo castello di Nocera. 
Secondo una fonte il nome di Liporta deriverebbe sia dalla vicinanza dell'antico accesso cittadino, che all'influenza nel casale esercitato la famiglia de' Porta.
Nel '700 l'Università divenne di San Matteo Tre Casali. Parte dell'attuale Liporta era anticamente anche parte dell'Università di Sperandei dove, nel 1844 fu costruita la Stazione ferroviaria di Nocera de' Pagani, una delle prime in Italia.
Parte del comune di Nocera San Matteo, dal 1851 è parte di Nocera Inferiore.
Dal dopoguerra, Liporta subì un'enorme evoluzione architettonica e demografica, già inizialmente zona industriale, dagli anni '50 mutò radicalmente il proprio aspetto. Con l'ampliamento delle ferrovie, fu costruito un ponte per congiungere il centro di Nocera all'area rurale, la struttura (cavalcavia di via Astuti) è ancora oggi chiamato Ponte di Liporta. Nella zona adiacente a Sperandei, negli anni '60 fu costruito un vasto complesso residenziale, conosciuto come Parco di Luggo. Dall'area di una dismessa industria conserviera furono realizzati un campo da calcio ed una struttura adibita a carcere, della struttura oggi non resta che un piccolo parco pubblico, la zona è ancora nota come O' Carcere.
La zona inoltre rappresenta un crocevia viario e commerciale per la città.

## Cappella della Madonna di Costantinopoli

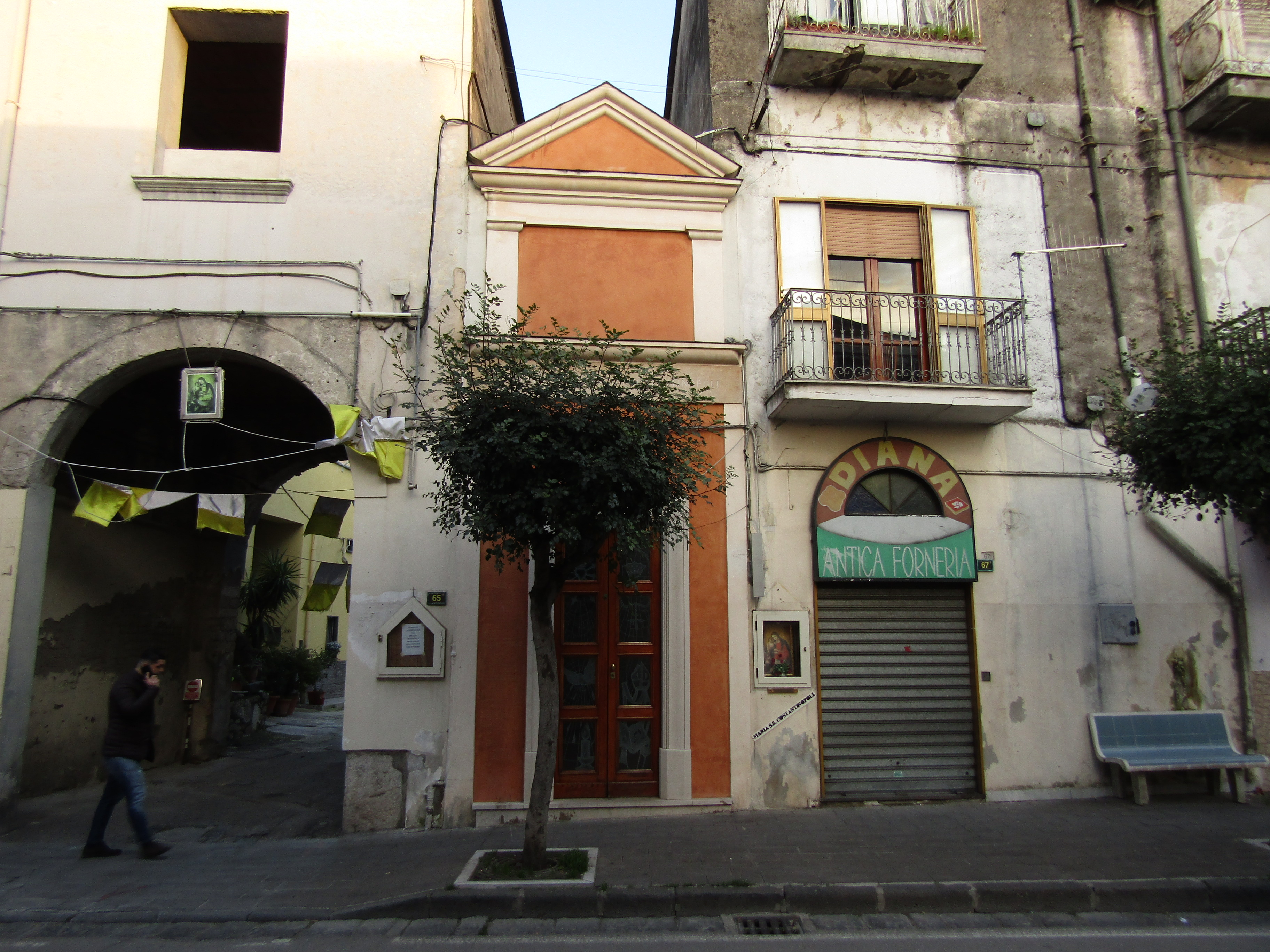
Facciata della Cappella

Facente parte della parrocchia di San Matteo, la cappella della Madonna di Costantinopoli è considerato un importantissimo luogo di culto dagli abitanti del rione, che ne hanno sempre curato il mantenimento. Non sono da meno i festeggiamenti in onore della Vergine, che coinvolgono anche il rione di Merichi (la quale parrocchia è curiosamente omonima) e l'area di via Napoli.

## Sport

Amichevole Nocerina-Fiorentina del 3 giugno 1945 al Campo Forino

La Liportese era una delle maggiori realtà calcistiche della città di Nocera Inferiore, a livello agonistico e giovanile. Ha avuto il suo apice nel periodo anni '80-anni '90 del XX secolo. Nel 2023 ha istituito la sua sezione calcettistica, che milita nel campionato di Serie D.

### Il Campo Forino
Nel 1945, vistà l'inagibiltà di Piazza d'Armi, fu ricavato nella zona di Liporta il cosiddetto Campo Forino (così chiamato perché ricavato all'interno dell'area della industria conserviera "Forino" non più esistente), per permettere alla Nocerina di disputare il campionato di Serie C 1945-1946. Quell'anno, lo stesso impianto ospitò anche le gare della Paganese (data la soppressione in epoca fascista del campo Del Pino, sito in Pagani) e della Liportese. In quel campo, nel 1945, fu disputata un'amichevole tra i molossi di Nocera e la Fiorentina di Ferruccio Valcareggi.

## Infrastrutture e trasporti

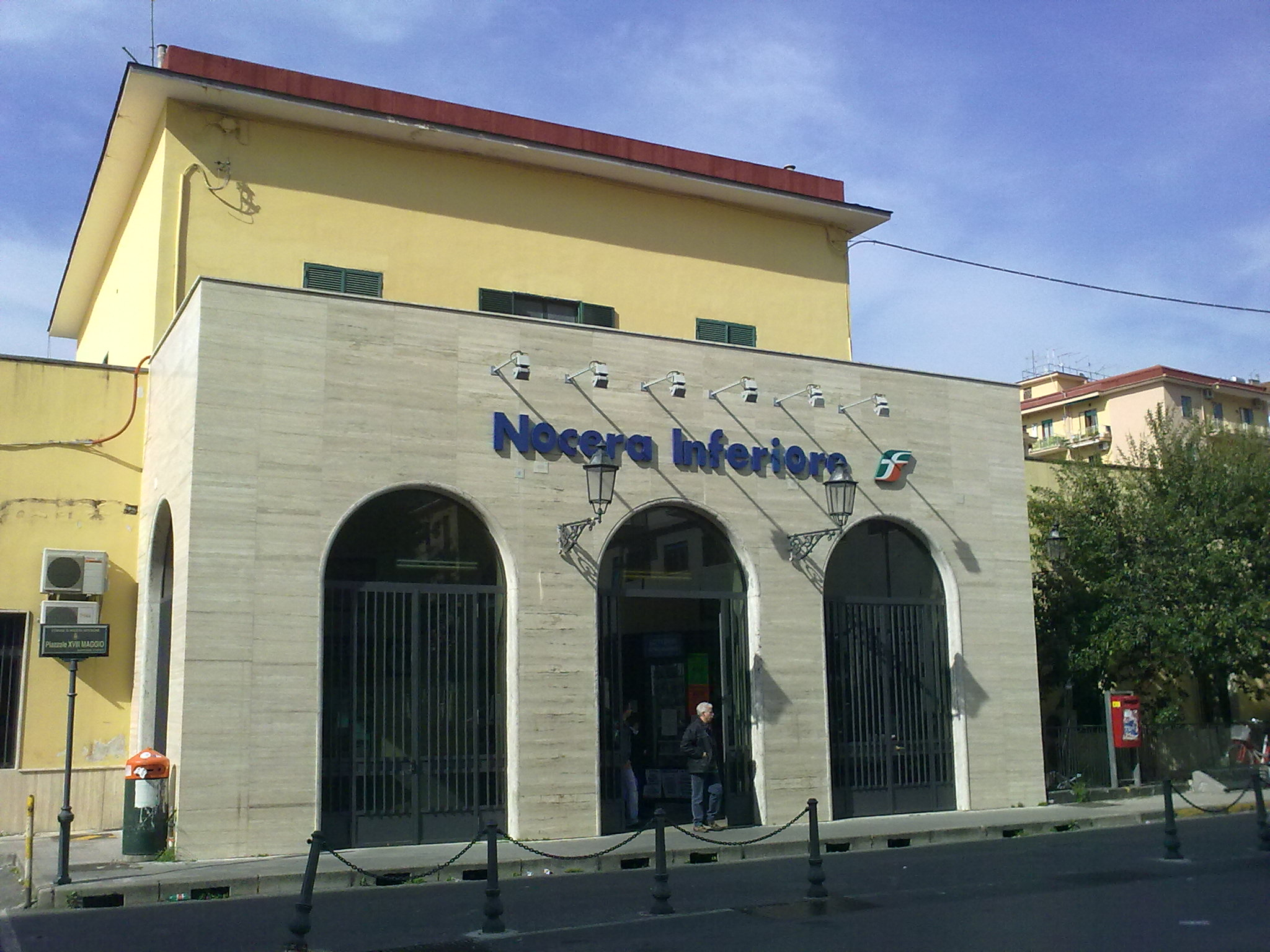
La stazione di Nocera Inferiore

Costruita nei pressi di Liporta nel 1844, la Stazione di Nocera Inferiore è uno dei principali crocevia di trasporto non solo del rione, ma di tutta la città. La stazione è anche capolinea e fermata di diverse linee di autobus locali.
Nel settembre del 1930 una motrice in arrivo in stazione non riuscì a frenare in tempo scaraventando in avanti una locomotiva in sosta. Quest'ultima abbatté sia il paraurti del deposito sia il muro di cinta della stazione, spingendosi fino alla strada.
Il 27 novembre 1942 la stazione fu teatro di un disastro ferroviario: lo scontro tra un treno merci e una tradotta militare che causò 28 morti.
Prima della realizzazione della galleria Santa Lucia, avvenuta nel 1977, tutti i treni da e per Salerno vi si dovevano fermare per agganciare (o sganciare) un locomotore di supporto fornendo la "spinta" per superare il dislivello presente tra Nocera e il capoluogo. Dopo l'ultimo ammodernamento del 2018, si può accedere alla stazione da una seconda entrata direttamente in via Astuti, nel cuore di Liporta.